# Onda ecuatorial
Las ondas ecuatoriales son ondas oceánicas y atmosféricas atrapadas cerca del ecuador, lo que significa que decaen rápidamente lejos del ecuador, pero pueden propagarse en las direcciones longitudinal y vertical. El atrapamiento de las ondas es el resultado de la rotación de la Tierra y de su forma esférica, que se combinan para hacer que la magnitud del fuerza de Coriolis aumente rápidamente lejos del ecuador. Las ondas ecuatoriales están presentes tanto en la atmósfera tropical como en el océano y desempeñan un papel importante en la evolución de muchos fenómenos climáticos como El Niño. Muchos procesos físicos pueden excitar las ondas ecuatoriales, incluyendo, en el caso de la atmósfera, la liberación de calor diabática (no adiabática) asociada a la formación de nubes, y en el caso del océano, los cambios anómalos en la fuerza o dirección de los vientos alisios.
Las ondas ecuatoriales pueden separarse en una serie de subclases en función de su dinámica fundamental (que también influye en sus períodos típicos y en las velocidades y direcciones de propagación). Los periodos más cortos son las ondas gravitacionales ecuatoriales, mientras que los periodos más largos están asociados a las ondas Rossby ecuatoriales. Además de estas dos subclases extremas, existen dos subclases especiales de ondas ecuatoriales conocidas como la onda mixta Rossby-gravedad (también conocida como onda Yanai) y la onda Kelvin ecuatorial. Estas dos últimas comparten las características de que pueden tener cualquier periodo y también que pueden transportar energía sólo en dirección este (nunca oeste).
El resto de este artículo analiza la relación entre el periodo de estas ondas, su longitud de onda en la dirección zonal (este-oeste) y sus velocidades para un océano simplificado.

## Ondas ecuatoriales de Rossby y de gravedad de Rossby
Las ondas gravitacionales de Rossby, observadas por primera vez en la estratosfera por M. Yanai, siempre llevan energía hacia el este. Pero, curiosamente, sus "crestas" y "valles" pueden propagarse hacia el oeste si sus períodos son lo suficientemente largos.  La velocidad de propagación hacia el este de estas ondas puede obtenerse para una capa de fluido invisible de movimiento lento y profundidad uniforme H. Porque el parámetro de Coriolis (ƒ = 2Ω sin(θ) donde Ω es la velocidad angular de la tierra, 7.2921 {\displaystyle \times } 10−5 rad/s, y θ es la latitud) desaparece a 0 grados de latitud (ecuador), hay que hacer la aproximación del "plano beta ecuatorial".  Esta aproximación establece que "f" es aproximadamente igual a βy, donde "y" es la distancia al ecuador y "β" es la variación del parámetro de coriolis con la latitud, {\displaystyle {\frac {\partial f}{\partial y}}=\beta }. Con la inclusión de esta aproximación, las ecuaciones gobernantes pasan a ser (despreciando la fricción):
- la ecuación de continuidad (que tiene en cuenta los efectos de la convergencia y divergencia horizontales y se escribe con altura geopotencial):

{\displaystyle {\frac {\partial \phi }{\partial t}}+c^{2}\left({\frac {\partial v}{\partial y}}+{\frac {\partial u}{\partial x}}\right)=0}
- la ecuación del momento U (componente zonal del viento):

{\displaystyle {\frac {\partial u}{\partial t}}-v\beta y=-{\frac {\partial \phi }{\partial x}}}
- la ecuación del momento V (componente meridional del viento):

{\displaystyle {\frac {\partial v}{\partial t}}+u\beta y=-{\frac {\partial \phi }{\partial y}}}.
Podemos buscar soluciones de ondas viajeras de la forma
{\displaystyle {\begin{Bmatrix}u,v,\phi \end{Bmatrix}}={\begin{Bmatrix}{\hat {u}}(y),{\hat {v}}(y),{\hat {\phi }}(y)\end{Bmatrix}}e^{i(kx-\omega t)}}.
Sustituyendo esta forma exponencial en las tres ecuaciones anteriores, y eliminando {\displaystyle u,} y {\displaystyle \phi } nos deja una ecuación de valores propios
{\displaystyle -{\frac {\partial ^{2}{\hat {v}}}{\partial y^{2}}}+\left({\frac {\beta ^{2}}{c^{2}}}\right)y^{2}\,{\hat {v}}=\left({\frac {\omega ^{2}}{c^{2}}}-k^{2}-{\frac {\beta k}{\omega }}\right){\hat {v}}.}
para {\displaystyle {\hat {v}}(y)}.
Reconociendo esto como la ecuación de Schrödinger para un oscilador armónico cuántico de frecuencia {\displaystyle \Omega =\beta /c},  sabemos que debemos tener
{\displaystyle \left({\frac {\omega ^{2}}{c^{2}}}-k^{2}-{\frac {\beta k}{\omega }}\right)={\frac {\beta }{c}}(2n+1),\quad n\geq 0}
para que las soluciones tiendan a cero lejos del ecuador.  Por tanto, para cada número entero {\displaystyle n}, esta última ecuación proporciona una relación de dispersión que vincula el número de onda {\displaystyle k} con la frecuencia angular {\displaystyle \omega }.
En el caso especial {\displaystyle n=0} la ecuación de dispersión se reduce a
{\displaystyle (\omega +ck)(\omega ^{2}-ck\omega -c\beta )=0,}
pero hay que descartar la raíz {\displaystyle \omega =-ck} porque hemos tenido que dividir por este factor al eliminar {\displaystyle u}, {\displaystyle \phi }. El par de raíces restante corresponde al modo Yanai o mixto Rossby-gravedad cuya velocidad de grupo está siempre al este e interpola entre dos tipos de modos {\displaystyle n>0}: las ondas gravitatorias de Poincaré de mayor frecuencia cuya velocidad de grupo puede estar al este o al oeste, y las ondas Rossby ecuatoriales de baja frecuencia cuya relación de dispersión puede aproximarse como
{\displaystyle \omega ={\frac {-\beta k}{k^{2}+\beta (2n+1)/c}}.}
.

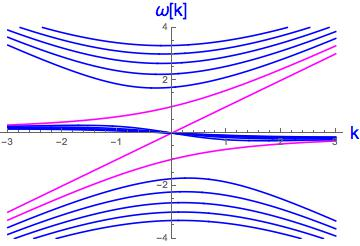
Relaciones de dispersión para ondas ecuatoriales con diferentes valores de : La densa banda estrecha de ondas Rossby de baja frecuencia y las ondas gravitacionales Poincaré de mayor frecuencia están en azul. Los modos Kelvin y Yanai topológicamente protegidos están resaltados en magenta

Los modos de Yanai, junto con las ondas de Kelvin que se describen en la siguiente sección, son bastante especiales porque están protegidos topológicamente.  Su existencia está garantizada por el hecho de que la banda de modos Poincaré de frecuencia positiva en el plano f forma un haz no trivial sobre la biesfera {\displaystyle {\sqrt {{\bf {k}}^{2}+f^{2}}}=1}. Este haz se caracteriza por el número de Chern {\displaystyle c_{1}=2}. Las ondas Rossby tienen {\displaystyle c_{1}=0}, y los modos Poincaré de frecuencia negativa tienen {\displaystyle c_{1}=-2.} A través de la conexión bulto-límite esto requiere la existencia de dos modos (Kelvin y Yanai) que atraviesan las brechas de frecuencia entre las bandas de Poincaré y Rossby y se localizan cerca del ecuador donde {\displaystyle f=\beta y} cambia de signo.

## Ondas ecuatoriales de Kelvin
Descubiertas por Lord Kelvin, las ondas ecuatoriales de Kelvin costeras, también conocidas como «Ondas de Kelvin», quedan atrapadas cerca de las costas y se propagan a lo largo de las mismas en el hemisferio norte de forma que la costa queda a la derecha de la dirección de propagación a lo largo de la costa (y a la izquierda en el hemisferio sur).  Las ondas Kelvin ecuatoriales se comportan de alguna manera como si hubiera una pared en el ecuador - de manera que el ecuador está a la derecha de la dirección de propagación a lo largo del ecuador en el Hemisferio Norte y a la izquierda de la dirección de propagación en el Hemisferio Sur, lo cual es consistente con la propagación hacia el este a lo largo del ecuador. Las ecuaciones de gobierno para estas ondas ecuatoriales son similares a las presentadas anteriormente, excepto que no hay componente de velocidad meridional {\displaystyle v(y)}, es decir, no hay flujo en la dirección norte-sur
- la ecuación de continuidad (que tiene en cuenta los efectos de la convergencia y la divergencia horizontales):

{\displaystyle {\frac {\partial \phi }{\partial t}}+c^{2}{\frac {\partial u}{\partial x}}=0}
- la ecuación del momento u (componente zonal del viento):

{\displaystyle {\frac {\partial u}{\partial t}}=-{\frac {\partial \phi }{\partial x}}}
- la ecuación del momento v (componente meridional del viento):

{\displaystyle u\beta y=-{\frac {\partial \phi }{\partial y}}.}
La solución de estas ecuaciones arroja la siguiente velocidad de fase:  {\displaystyle c^{2}=gH}; este resultado es la misma velocidad que para las ondas gravitacionales de aguas poco profundas sin el efecto de la rotación de la Tierra. Por lo tanto, estas ondas son no dispersivas (porque la velocidad de fase no es una función del número de onda zonal).  Además, estas ondas Kelvin sólo se propagan hacia el este (porque a medida que Φ se aproxima a cero, y se aproxima al infinito).
Al igual que otras ondas, las ondas Kelvin ecuatoriales pueden transportar energía y momento, pero no partículas ni propiedades de las mismas, como la temperatura, la salinidad o los nutrientes.

## Conexión con El Niño/Oscilación del Sur
Las ondas Kelvin se han relacionado con El Niño (que comienza en los meses de invierno del hemisferio norte) en los últimos años en términos de precursores de este fenómeno atmosférico y oceánico.  Muchos científicos han utilizado modelos acoplados atmósfera-océano para simular un evento de El Niño-Oscilación del Sur (ENOS) y han afirmado que la Oscilación de Madden y Julian (MJO) puede desencadenar ondas Kelvin oceánicas a lo largo de su ciclo de 30 a 60 días o el calor latente de condensación puede ser liberado (a partir de la convección intensa) dando lugar a ondas Kelvin también; este proceso puede entonces señalar el inicio de un evento de El Niño. La débil baja presión en el Océano Índico (debido a la MJO) suele propagarse hacia el este en el Océano Pacífico Norte y puede producir vientos del este. Estos vientos de levante pueden forzar al  Pacífico Occidental a desplazar hacia el este el agua cálida de la superficie, y también excitar las ondas Kelvin, que en este sentido pueden considerarse como anomalías de agua cálida que afectan a los primeros cientos de metros del océano. Como el agua cálida de la superficie es menos densa que las masas de agua subyacentes, este aumento del grosor de la termoclina cercana a la superficie da lugar|  a un ligero aumento de la altura de la superficie del mar de unos 8 cm.
Los cambios relacionados con las olas y las corrientes pueden seguirse mediante un conjunto de 70 boyas que cubren el Océano Pacífico ecuatorial desde Papúa Nueva Guinea hasta la costa de Ecuador. Los sensores de las boyas miden la temperatura del mar a diferentes profundidades y esto se envía por satélite a las estaciones de tierra, donde los datos pueden analizarse y utilizarse para predecir el posible desarrollo del próximo fenómeno de El Niño.
Durante los episodios más intensos de El Niño, la fuerza de la subcorriente ecuatorial fría disminuye, al igual que el viento alisio en el Pacífico oriental.  Como resultado, el agua fría deja de ascender a lo largo del Ecuador en el Pacífico oriental, lo que provoca un gran aumento de las temperaturas de la superficie del mar y el correspondiente aumento brusco de la altura de la superficie del mar cerca de las Islas Galápagos.  El aumento resultante de las temperaturas de la superficie del mar también afecta a las aguas de la costa sudamericana (concretamente a Ecuador), y también puede influir en las temperaturas hacia el sur, a lo largo de la costa de Perú y hacia el norte, en dirección a América Central y México, pudiendo alcanzar partes del norte de California.
El ciclo global del ENSO suele explicarse de la siguiente manera (en términos de propagación de ondas y suponiendo que las ondas pueden transportar calor): El ENSO comienza con una reserva cálida que viaja desde el Pacífico occidental hacia el Pacífico oriental en forma de ondas Kelvin (las ondas transportan las TSM cálidas) que resultaron de la MJO. Después de aproximadamente 3 a 4 meses de propagación a través del Pacífico (a lo largo de la región ecuatorial), las ondas Kelvin alcanzan la costa occidental de Sudamérica e interactúan (se fusionan/mezclan) con el sistema de corrientes más frías del Perú. Esto provoca un aumento del nivel del mar y de las temperaturas a nivel del mar en la región general. Al llegar a la costa, el agua gira hacia el norte y el sur y da lugar a las condiciones de El Niño en el sur. Debido a los cambios en el nivel del mar y la temperatura del mar debido a las ondas Kelvin, se genera un número infinito de ondas Rossby que se desplazan de nuevo sobre el Pacífico. Las ondas de Rossby entran entonces en la ecuación y, como se ha dicho anteriormente, se mueven a velocidades más bajas que las ondas Kelvin y pueden tardar entre nueve meses y cuatro años en cruzar completamente la cuenca del Océano Pacífico (de frontera a frontera). Y debido a que estas ondas son de naturaleza ecuatorial, decaen rápidamente a medida que aumenta la distancia del ecuador; por lo tanto, a medida que se alejan del ecuador, su velocidad también disminuye, lo que resulta en un retraso de la onda. Cuando las ondas Rossby alcanzan el Pacífico occidental, rebotan en la costa y se convierten en ondas Kelvin y luego se propagan de nuevo a través del Pacífico en la dirección de la costa de América del Sur. A su regreso, sin embargo, las ondas disminuyen el nivel del mar (reduciendo la depresión de la termoclina) y la temperatura de la superficie del mar, con lo que la zona vuelve a tener condiciones normales o, a veces, de La Niña.
En términos de modelización climática y al acoplar la atmósfera y el océano, un modelo ENSO suele contener las siguientes ecuaciones dinámicas:
- 3 ecuaciones primitivas para la atmósfera (como se mencionó anteriormente) con la inclusión de parametrizaciones de fricción: 1) ecuación de impulso u, 2) ecuación de impulso v y 3) ecuación de continuidad
- 4 ecuaciones primitivas para el océano (como se indica a continuación) con la inclusión de parametrizaciones de fricción:
  - u -momento,

{\displaystyle {\frac {\partial u}{\partial t}}-v\beta y={\frac {\tau _{x}}{\rho h}},}
- - v-momentum,

{\displaystyle {\frac {\partial v}{\partial t}}-u\beta y={\frac {\tau _{y}}{\rho h}},}
- - continuidad,

{\displaystyle {\frac {\partial h}{\partial t}}+h\left({\frac {\partial u}{\partial x}}+{\frac {\partial v}{\partial y}}\right)-K_{E}T=0,}
- - energía termodinámica,

{\displaystyle {\frac {\partial T}{\partial t}}+u{\frac {\partial T}{\partial x}}-K_{T}h=0.}.
Nótese que h es la profundidad del fluido (similar a la profundidad equivalente y análoga a H en las ecuaciones primitivas enumeradas anteriormente para las ondas Rossby-gravedad y Kelvin), KT es la difusión de la temperatura, KE es la difusividad de los remolinos, y τ es la tensión del viento en las direcciones x o y.